# Överståthållarämbetet
Överståthållarämbetet (på dansk Overstatholderembedet) var navnet på den højeste civile forvaltningsmyndighed i købstaden Stockholm i perioden 1634-1967.
Överståthållarämbetet svarede til länenes länsstyrelser, og blev ledet af en overstatholder. Överståthållarämbetet blev nedlagt ved udgangen af 1967, hvor købstaden Stockholm blev slået sammen med Stockholms län. Den sidste overstatholder var Allan Nordenstam, der blev den første landshøvding i det nysammenlagte Stockholms län.